# З'єднання деталей

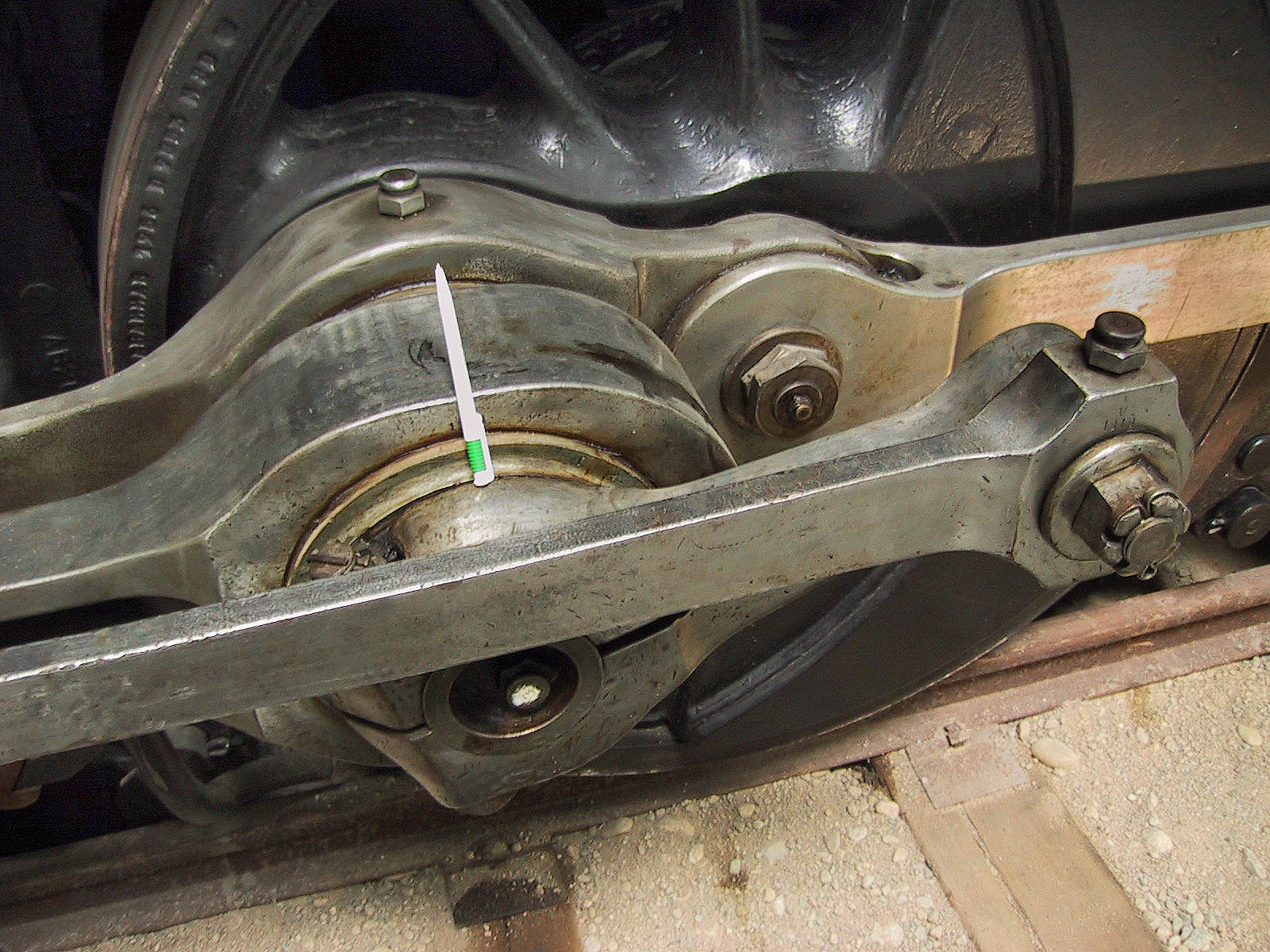
Рухомі та нерухомі з'єднання деталей локомотива

З'є́днання дета́лей — спряження при складанні частин виробу чи заготовок, обумовлене заданими конструкторською документацією їхнім відносним положенням і видом зв'язку між ними, який позбавляє ці частини певного числа ступенів вільності
Утворення з'єднань складових виробу називається складанням.

## Посадки
У машинобудуванні характер з'єднання вставлених одна в одну деталей, визначений різницею їх розмірів до складання називається посадкою
Посадки за характером з'єднання деталей діляться на 3 групи (ДСТУ ISO 286-1-2002):
- Посадки з (гарантованим) зазором;
- Перехідні посадки;
- Посадки з (гарантованим) натягом.

## Класифікація з'єднань
З'єднання можуть бути рухомими і нерухомими. Рухомі з'єднання допускають певну кількість ступенів свободи з'єднуваних деталей. Нерухомі з'єднання деталей і вузлів поділяють на дві основні групи: розбірні і нерозбірні. Розбірні з'єднання допускають розбирання і повторне збирання деталей, що з'єднуються. Нерозбірні з'єднання розібрати без їх пошкодження неможливо.

### Рухомі з'єднання
Рухоме з'єднання, це з'єднання, що допускає вільне взаємне зміщення з'єднувальних елементів без деформування і порушення цілісності зв'язків за певним числом ступенів свободи.
До рухомих з'єднань належать:
- шарніри — з'єднання, що забезпечують взаємне обертання деталей навколо спільної осі або точки з одним, двома чи трьома ступенями свободи обертального руху;
- гвинтова передача — з'єднання ходового гвинта і гайки, що перетворює обертовий рух у лінійний осьовий;
- підшипникові вузли — з'єднання для забезпечення обертального руху валів та коліс;
- з'єднання у напрямних для забезпечення руху у поступальних кінематичних парах (напрямні супортів металорізальних верстатів);

та інші з'єднання, у яких відносний рух деталей обумовлений конструкцією механізму. Рухоме з'єднання двох деталей називають кінематичною парою.

### Нерухомі з'єднання
Нерухомі з'єднання деталей машин необхідні для розчленування машини на складальні одиниці і окремі деталі, спрощення технологічних процесів виготовлення та складання машин, забезпечення ремонту, відновлення та заміни деталей, для транспортування машин і вузлів, їх монтажу, установки і т. ін.

#### Розбірні нерухомі з'єднання
Розбірними називають з'єднання, які можна неодноразово розбирати і знову збирати без руйнування або істотних ушкоджень з‘єднуваних елементів. До таких з'єднань належать:
- різьбові;
- клемові
- клинові;
- штифтові;
- шпонкові;
- шлицьові (зубчасті).
- Сухарне з'єднання

#### Нерозбірні нерухомі з'єднання
Нерозбірними називають такі з'єднання, розбирання яких неможливе без руйнування з'єднуваних елементів. До них належать:
- заклепкові;
- зварні;
- клейові;
- паяні;
- пресові (з'єднання з натягом).

Вони забезпечуються силами молекулярного зчеплення (зварні, паяні і клейові), механічними засобами (заклепкові, з натягом) або силами тертя.

### Види з'єднань за призначенням
Відповідно до покладених на них функцій з'єднання поділяються на:
- силові з'єднання, котрі повинні по можливості задовольняти умові рівноміцності з елементами, що з'єднуються;
- герметичні з'єднання — з'єднання елементів місткостей і трубопроводів, що містять рідини і гази, повинні задовольняти умовам щільності (герметичності);
- точні з'єднання, коли для забезпечення високої точності з'єднань під навантаженням, вони повинні задовольняти умовам механічної жорсткості.